# Mosquée Bodrum
L’actuelle mosquée Bodrum (en turc : Bodrum Camii) fut au temps de l’Empire byzantin l’église du monastère du Myrelaion (grec : Eκκλησία του Μυρελαίου; litt : endroit couvert de myrrhe) à Constantinople, aujourd’hui Istanbul. Elle fut transformée en mosquée vers 1500 par Mesih Paşa Camii, d’où son nom actuel. De même que la présente mosquée Fenari Isa (ancien Monastère de Lips) et l’église du Sauveur de la Porte Chalkê, elle marque la première phase de l’architecture du Moyen Empire byzantin avec l’apparition à Constantinople d’églises à plan centré reposant sur quatre piliers principaux. 

## Emplacement
Enserré par des immeubles modernes sur trois de ses côtés, la mosquée se trouve dans le district d'Eminönü, plus précisément dans le quartier d'Aksaray (en), à environ un kilomètre à l'ouest des ruines du Grand Palais de Constantinople.

## Histoire
Devenu coempereur en 919/920, avec Constantin VII Porphyrogénète (r. 913-959), l’ancien drongaire Romain Ier Lécapène (r. 920-944) fit construire sur un terrain qu’il avait acquis dans la neuvième région de Constantinople, à un endroit appelé Myrelaion (un lieu planté de myrrhe), près de la mer de Marmara, un palais destiné à concurrencer le Grand Palais.Y étaient attachés un monastère et une église destinée à abriter le tombeau de la famille Lécapène. Comme il y fit enterrer son épouse, Théodora, en 922, on peut présumer que l’édifice date environ de 920.
Le palais était situé sur la partie nord-ouest d’une vaste plateforme qui recouvrait une immense rotonde datant du Ve siècle mesurant 41,8 mètres de diamètre. Au Xe siècle, la rotonde n’était plus utilisée et avait été transformée, peut-être par Romain Ier lui-même, en une citerne grâce à un système de voûtes reposant sur quelque soixante-dix colonnes.  L’église fut construite au sud-est de cette plateforme. Elle repose sur une sous-structure, légèrement plus large que la base de l’église (13,10 × 24,10 mètres pour la sous-structure, 11,22 × 17,50 mètres pour l’église) créant ainsi une sorte de chemin de ronde au même niveau que la plateforme du palais et permettant d’aller de l’un à l’autre. Elle possède ainsi deux niveaux qui ne communiquent pas l’un avec l’autre et qui ne sont accessibles que par leurs propres entrées. 
Après que son épouse y ait été enterrée en décembre 922, son fils aîné et coempereur Christophe Lécapène le sera en 931. En procédant ainsi, Romain Ier rompait avec une tradition vieille de six siècles selon laquelle les empereurs byzantins, depuis Constantin Ier, étaient inhumés dans l'église des Saints-Apôtres. Après avoir dû abdiquer, l'empereur fut exilé sur l'île de Proti où il fut forcé de devenir moine. Après sa mort en 948, son corps fut ramené à Constantinople pour être inhumé dans l'église du Myrelaion. Sa fille, Hélène, veuve de Constantin VII Porphyrogénète et seul lien légitime de Romain avec l'Empire, fut également inhumée au Myrelaion, plutôt qu'à l'église des Saint-Apôtres, aux côtés de son époux. 
Après la mort de Romain Lécapène, le Myrelaion n’est mentionné que sporadiquement dans les sources. En 960, Romain II (r. 959-963) obligera sa sœur, Agathe, à s’y retirer. En 1059, l’épouse de l’empereur déchu Isaac Comnène (r. 1057-1059) y sera reléguée avec sa fille après l’abdication d’Isaac . Le monastère était manifestement à cette époque devenu un couvent de femmes tel qu’on peut le constater par les actes de propriété d’avant 1073 et par des donations faites en 1085 et 1087.
L’église fut détruite par le feu en 1203, probablement le 18 aout, alors qu’un groupe de soldats flamands aidés de marins vénitiens et pisans mirent le feu à la partie sud de Constantinople pour couvrir leur retraite pendant la quatrième croisade. Abandonnée pendant la domination latine (1204-1261), l'église fut restaurée à la fin du XIIIe siècle lors de la Renaissance paléologue. La dernière mention que l’on ait du Myrelaion date de 1400 en lien avec une transaction commerciale.

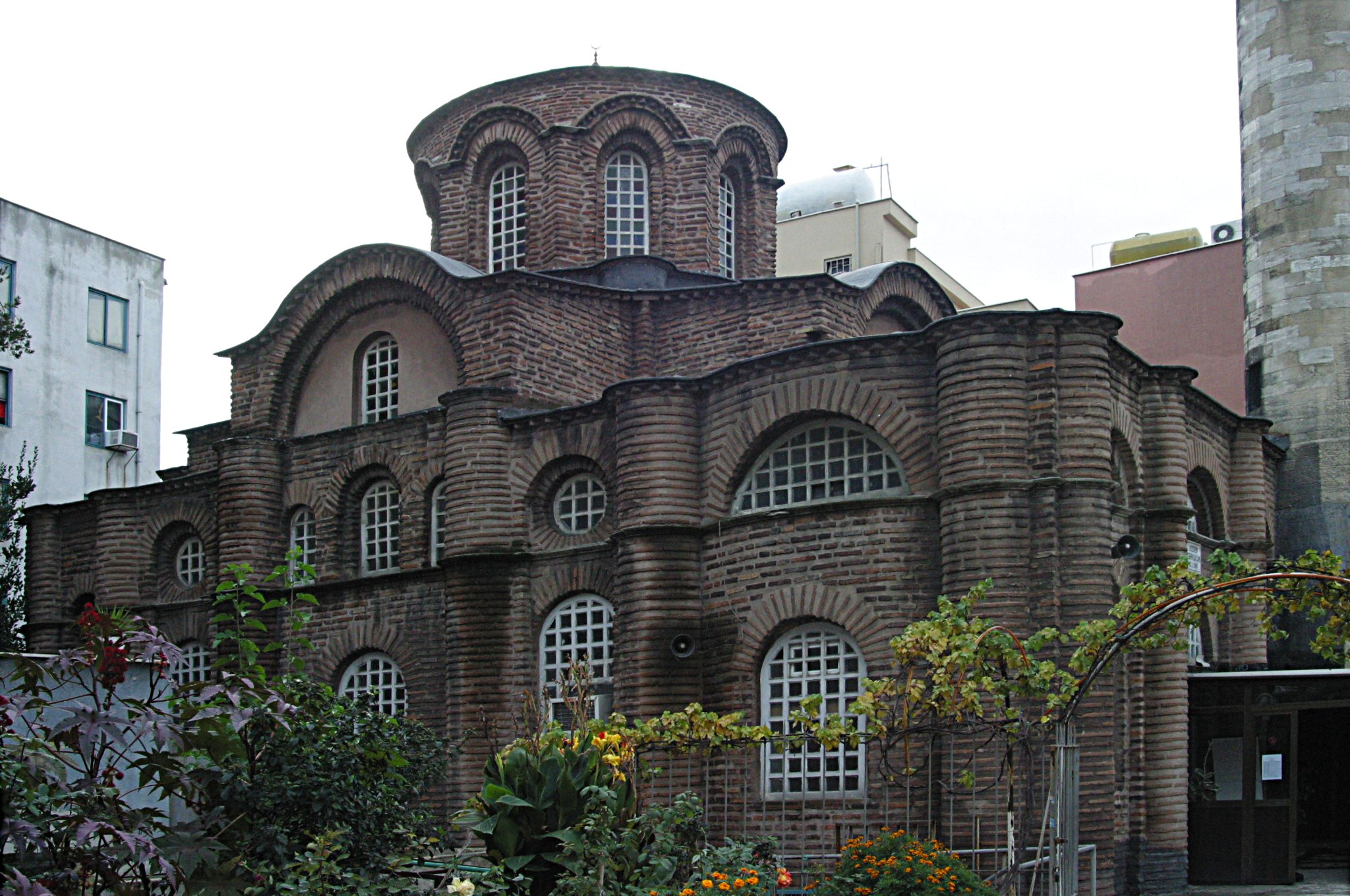
Le mur nord et la base du minaret sur la droite

Après la prise de Constantinople par les Ottomans en 1453, le Myrelaion fut transformé en mosquée par le grand vizir Mesih Paşa vers 1500, sous le règne de Bayezid II (r. 1481-1512). La mosquée prit alors le nom de ses structures souterraines (bodrum, en turc, signifie voûte en sous-sol, fondation) mais demeura également connue sous le nom de son fondateur. L'édifice fut à nouveau endommagé par des incendies en 1784 et 1911 après quoi il fut abandonné.
En 1930, David Talbot Rice entreprit des fouilles et découvrit la rotonde/réservoire. En 1964-1965, des travaux de restauration inachevés entrepris par le Musée d’Archéologie d’Istanbul modifia l’apparence historique de l’édifice en remplaçant la plus grande partie de la maçonnerie extérieure . En 1965, les historiens de l'art Cecil L. Striker et R. Naumann entreprirent des fouilles parallèles pour étudier les structures souterraines et le palais impérial. La mosquée fut finalement restaurée en 1986 et à nouveau ouverte au culte. La vaste citerne fut également restaurée dans les années 1990 et est maintenant utilisée comme centre d’achat souterrain pour les immeubles résidentiels attenants. Aucun autre édifice appartenant à l’ancien monastère n’a survécu.

## Architecture

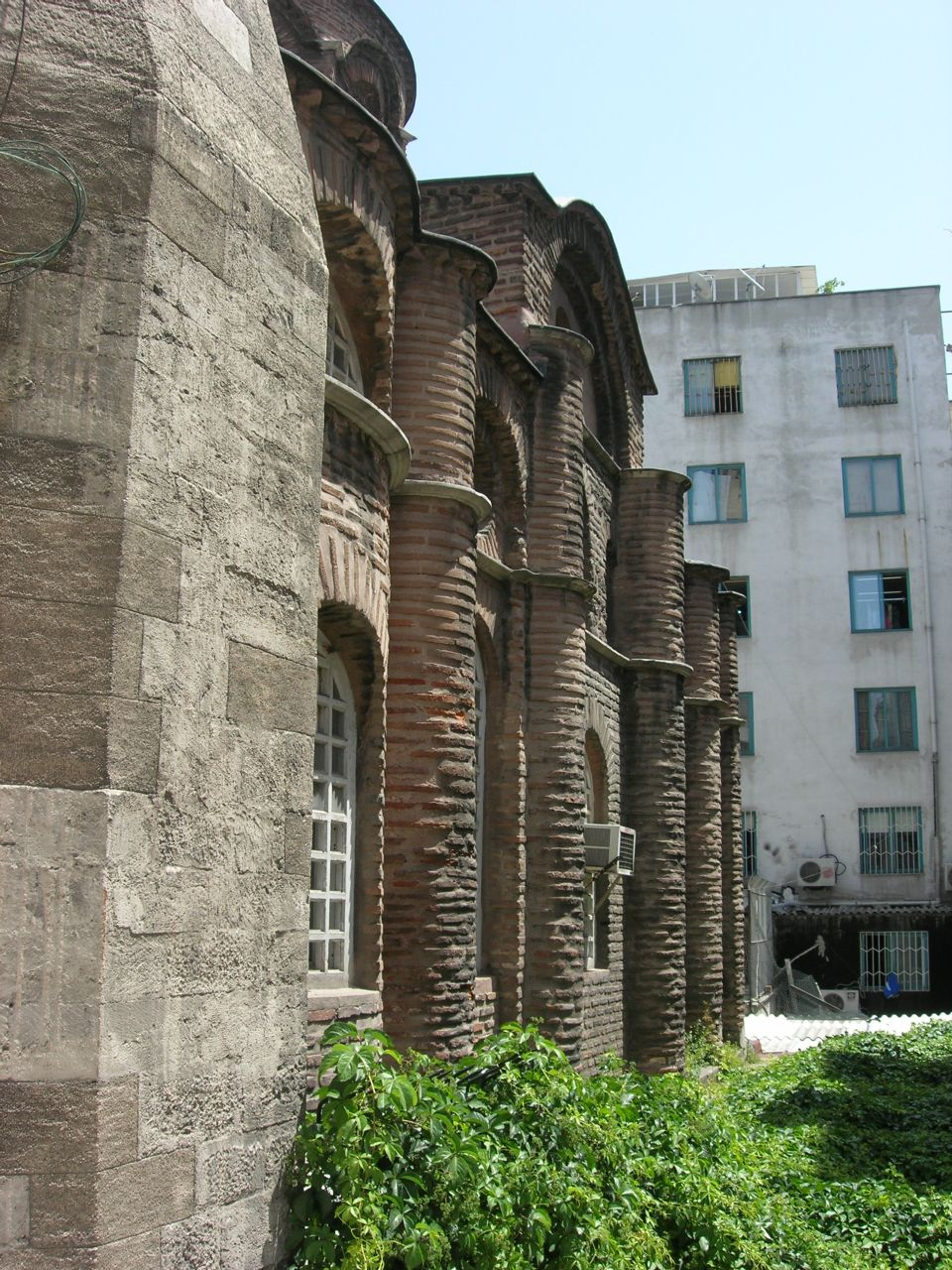
Le mur sud de la mosquée. Au premier plan se trouve la base du minaret

Le bâtiment est entièrement construit en briques. Ses fondations comportent une succession de rangs de briques et de pierres. Son plan est celui des églises à croix inscrite et la longueur des branches est de 9 mètres.
La nef centrale est surmontée d'une coupole au toit aplati dont les soubassements de maçonnerie verticaux sont entrecoupés de fenêtres arrondies, ce qui donne à la structure un aspect ondulé. Les quatre nefs latérales sont surmontées de voûtes en berceau. L'édifice comporte un narthex à l'ouest et un sanctuaire à l'est. La baie centrale du narthex est recouverte d'une coupole et les deux baies latérales de voûtes à arrête. Les différentes parties de la nef sont séparées par quatre piliers qui ont remplacé les colonnes pendant la période ottomane. La structure possède de nombreuses ouvertures, fenêtres et œils-de bœuf ce qui lui confère sa légèreté.
L’église fut jadis décorée de mosaïques et de revêtements de marbre, mais les fouilles de 1930 n’ont permis de retrouver aucun vestige de ceux-ci.
L'extérieur de l'édifice se caractérise par des contreforts semi-cylindriques qui rythment la façade. L'édifice comporte également trois absides polygonales. L'abside du milieu accueille le sanctuaire (bêma) tandis que les absides latérales font partie des deux chapelles latérales au plan en forme de trèfle (pastophoria).
Les Ottomans construisirent un minaret à proximité du narthex. À l'origine, le bâtiment était décoré de parements de marbre et des mosaïques qui ont totalement disparu. Dans son ensemble, la mosquée Bodrum présente de fortes similitudes avec la mosquée Fenari Isa, un peu plus au nord. Comme cette dernière et l’église du Sauveur de la Porte Chalkê, elle représente l’apparition de la première période de l’architecture du Moyen Empire byzantin avec un plan en croix grecque reposant sur quatre piliers.

## Galerie

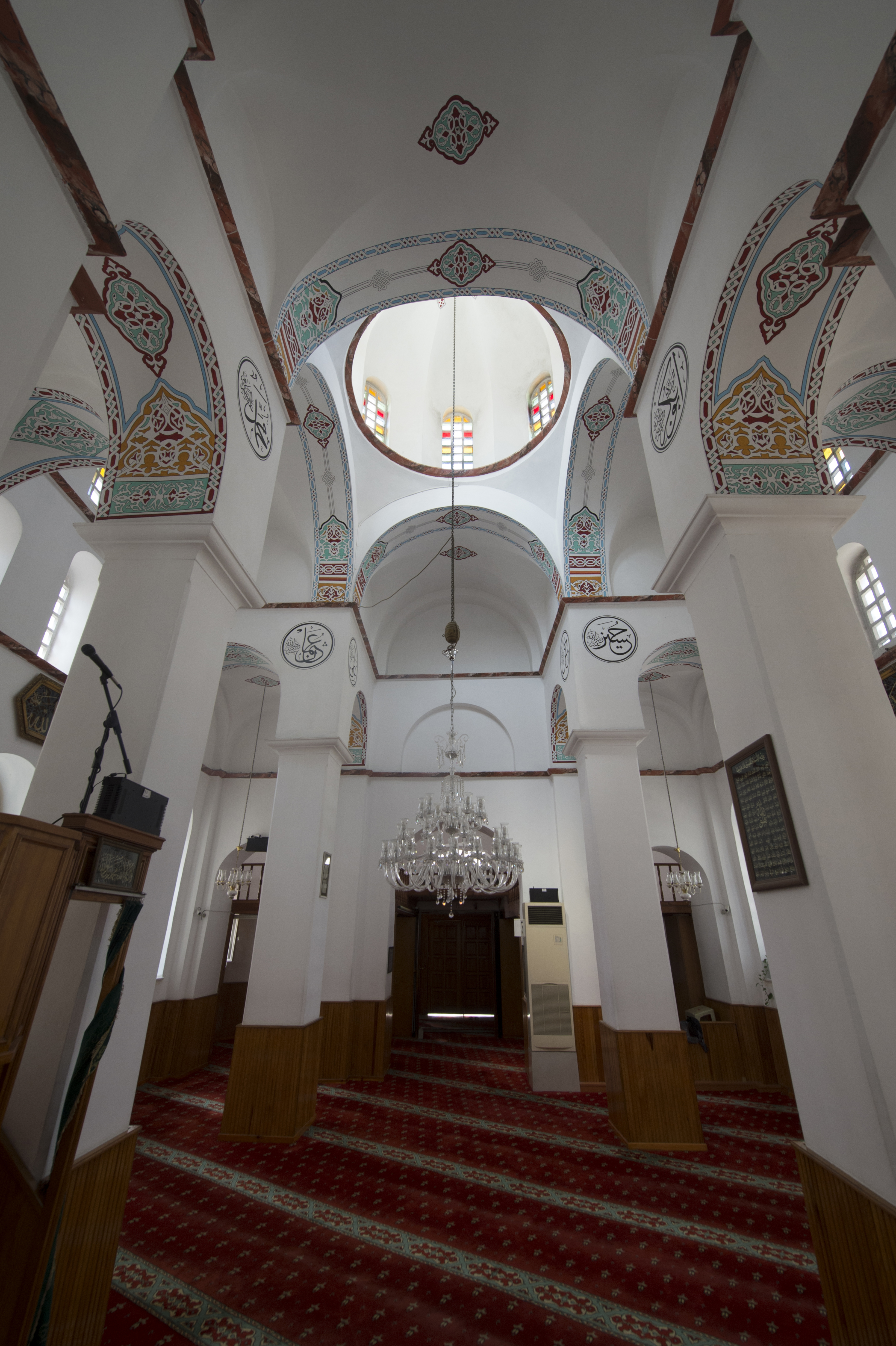
Intérieur de la mosquée Bodrum
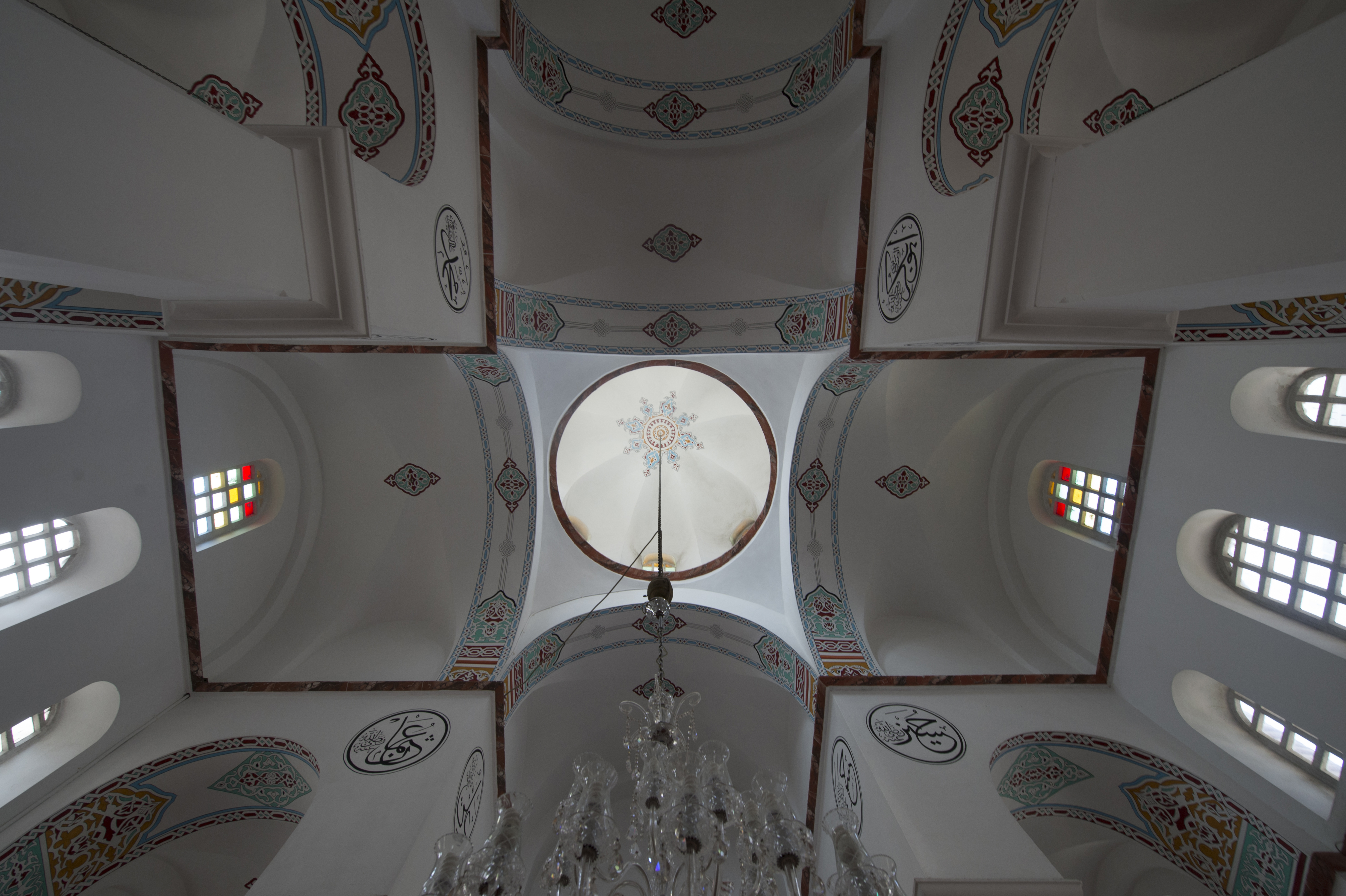
Plafond de la mosquée Bodrum
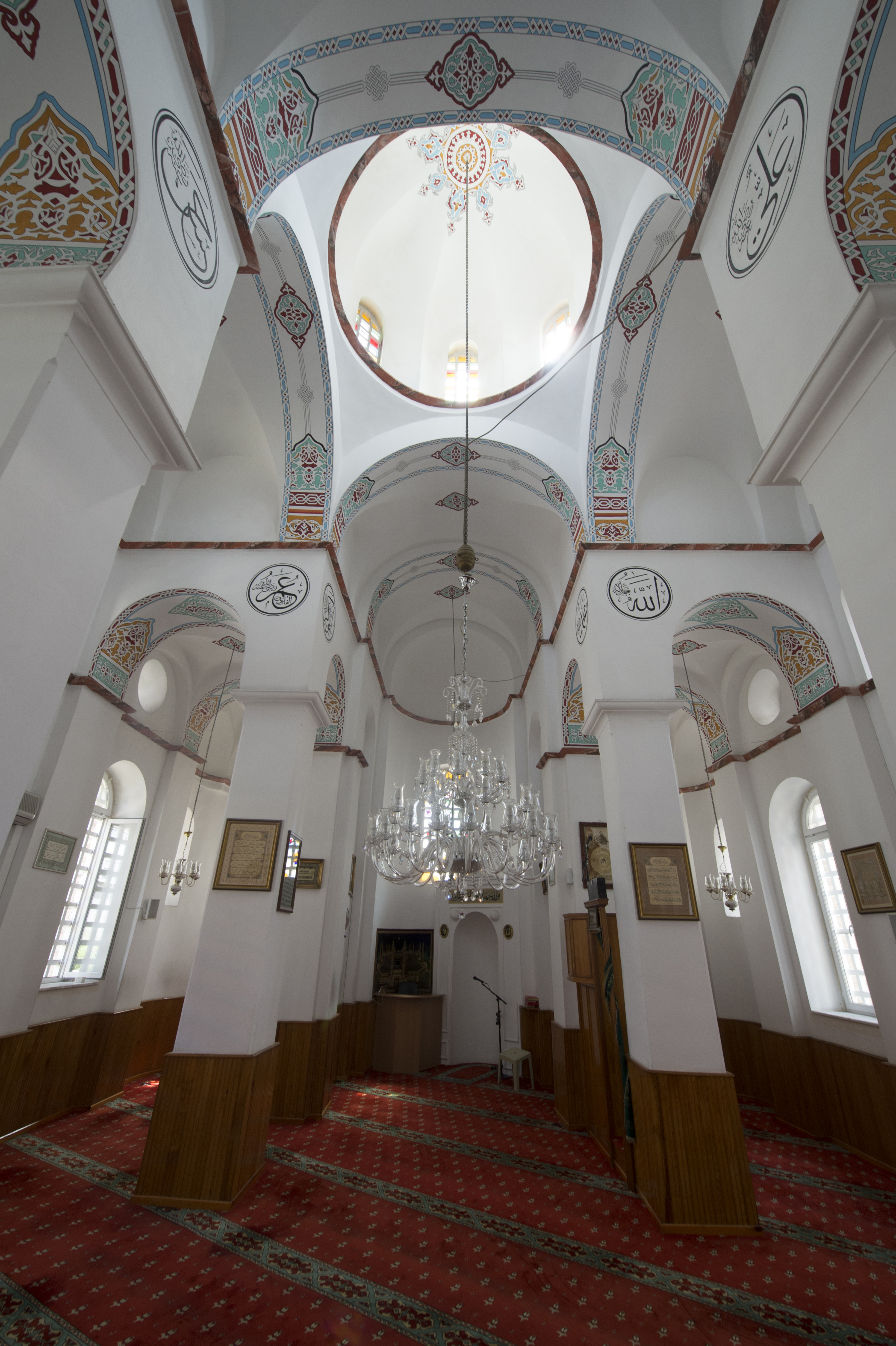
Intérieur de la mosquée Bodrum
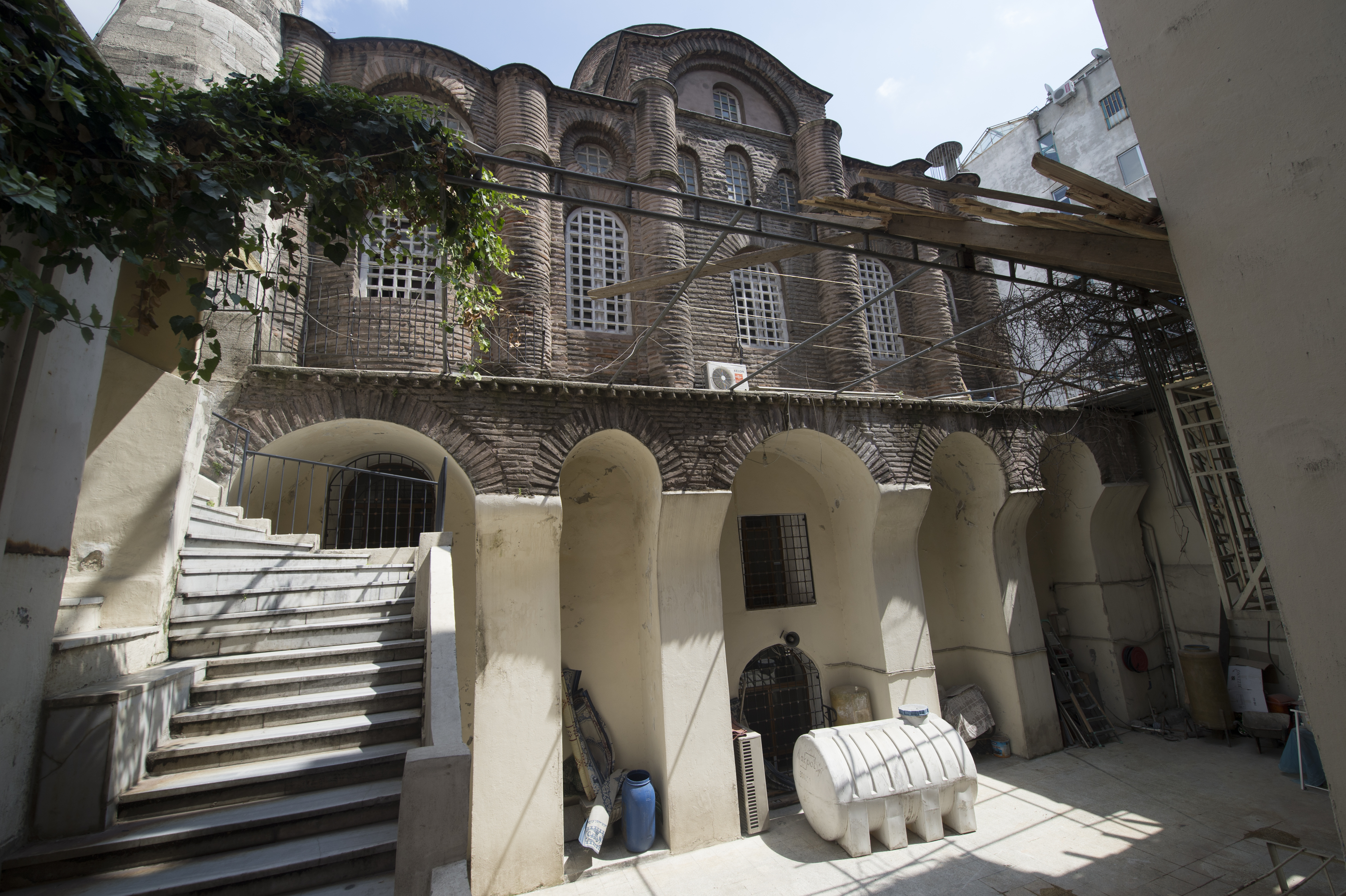
La mosquée Bodrum vue du sous-sol
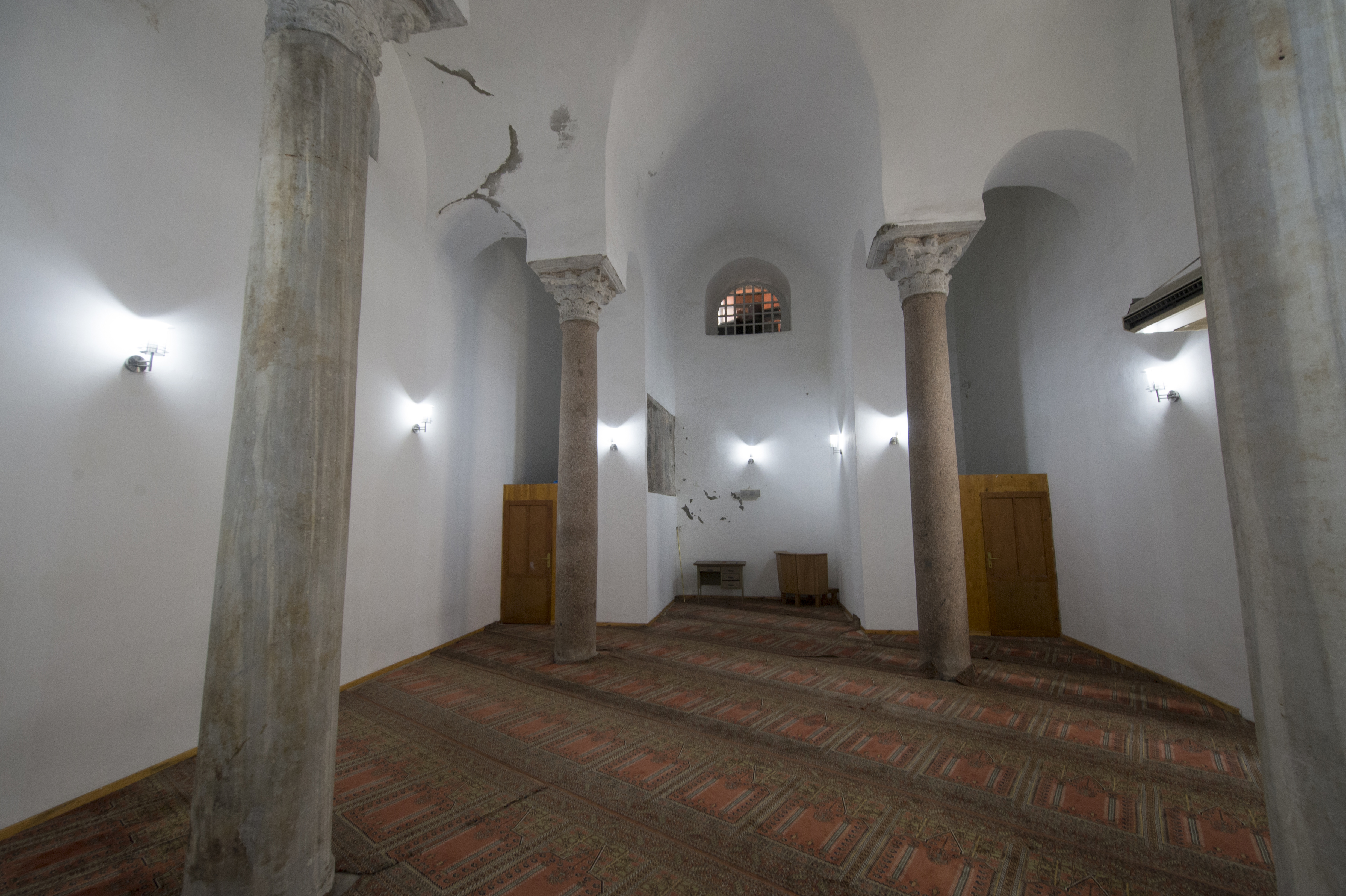
Crypte de la mosquée
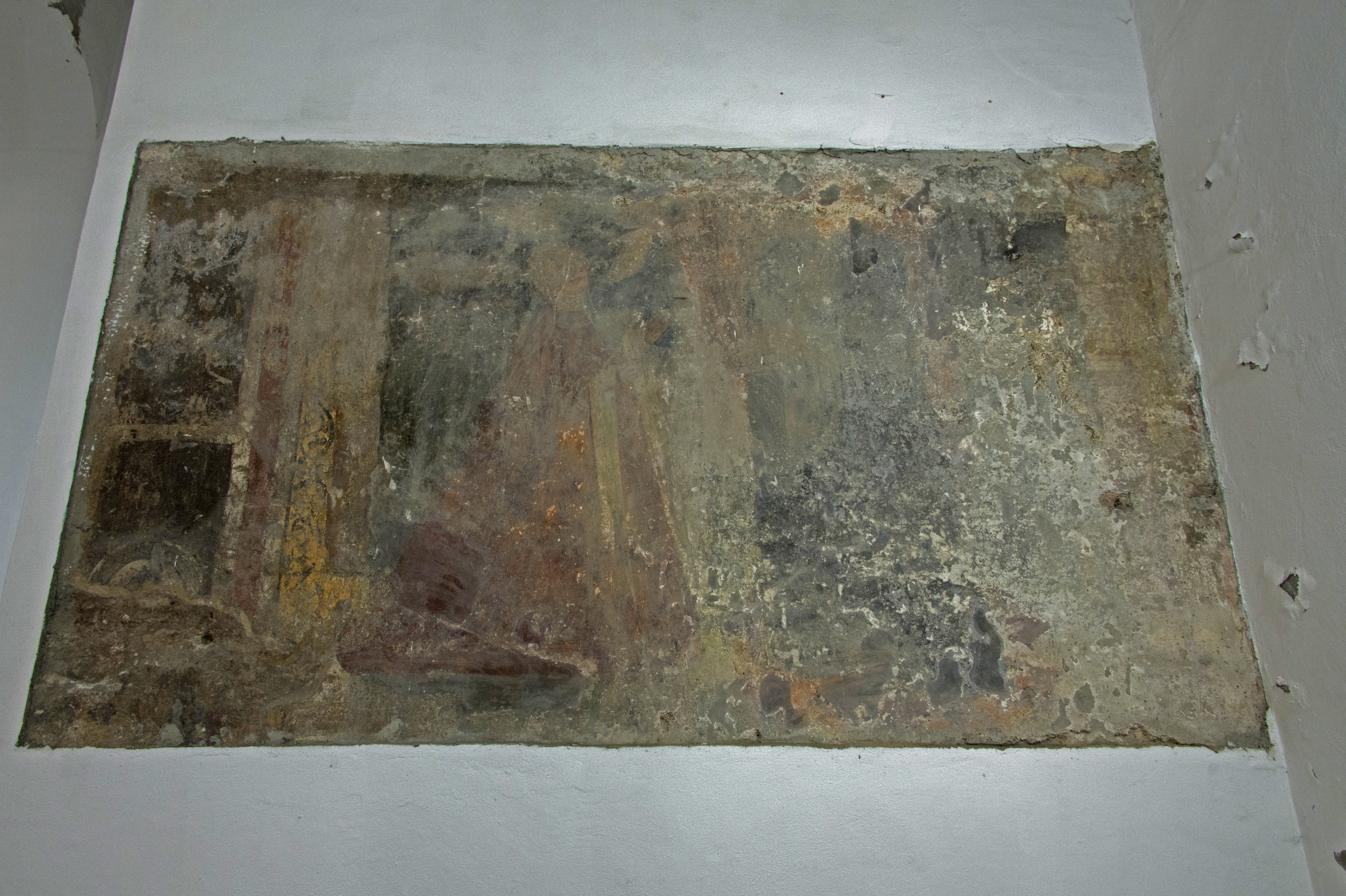
Fresque dans la crypte de la mosquée